# Adolfo Romero
Adolfo Romero Quiñones (data de nascimento e morte desconhecidos) foi um ciclista olímpico mexicano. Representou sua nação nos Jogos Olímpicos de Verão de 1948, nas provas de velocidade e contrarrelógio.